# Гомберг (Ефце)
Гомберг (нім. Homberg) — місто в Німеччині, знаходиться в землі Гессен. Підпорядковується адміністративному округу Кассель. Входить до складу району Швальм-Едер.
Площа — 99,99 км2. Населення становить 13 926 ос. (станом на 31 грудня 2020).

## Географії

### Адміністративний поділ
Місто  складається з 20 районів:
- Алльмутсгаузен
- Берге
- Касдорф
- Діккерсгаузен
- Гольцгаузен
- Гомбергсгаузен
- Гюльза
- Лембах
- Лютцельвіг
- Мардорф
- Мерсгаузен
- Мюльгаузен
- Рельбегаузен
- Родеманн
- Ропперсгайн
- Зондгайм
- Штайндорф
- Васмутсгаузен
- Вельфероде
- Вернсвіг